# José Bernal
José Eduardo Bernal Chong (ur. 20 sierpnia 2002 w David) – panamski piłkarz występujący na pozycji lewego pomocnika, reprezentant Panamy, od 2025 roku zawodnik kolumbijskiego Llaneros.